# Carls jul
Carls Jul er en juleøl fra bryggeriet Carlsberg. 
Carls Jul er for første gang brygget i 1997 og blev kåret til årets bedste julebryg i 2000 af BT og Jyllandsposten.[kilde mangler] Dog faldt interessen for denne krydrede juleøl i løbet af årene og blev derfor trukket tilbage i 2006. I november 2010 blev den efter fire års fravær relanceret af Carlsberg som dåseøl i grænsehandlen.

## Eksterne links
- Julebryg på Julesiden.dk
- DrikkeABC